# Lirata pustula
Lirata pustula är en stekelart som beskrevs av John M. Heraty 2002. Lirata pustula ingår i släktet Lirata och familjen Eucharitidae. Inga underarter finns listade i Catalogue of Life.